# 国民議会 (アルツァフ)
アルツァフ共和国国民議会（アルツァフきょうわこくこくみんぎかい、Արցախի Հանրապետության Ազգային ժողով, Artsakhi Hanrapetut'yan Azgayin zhoghov）短縮して国民議会（こくみんぎかい、アルメニア語: Ազգային ժողով, ԱԺ, Azgayin zhoghov）はアルツァフ共和国の立法府である。

## 概要
一院制、定数33。定数は27から33の間で法律で規定する。また議員は憲法により政党名簿比例代表で選出すると定められている。
2020年9月19日、アライク・ハルチュニャン大統領は国民議会をステパナケルトからシュシー（アゼルバイジャン語名・シュシャ）へ移転する計画を発表した。移転はシュシーの「解放」30周年にあたる2022年5月9日に予定されていた。しかし、約2週間後に勃発した2020年ナゴルノ・カラバフ紛争でシュシーはアゼルバイジャンに占領されたため、移転計画は事実上白紙となった。
2023年9月19日に開始されたアゼルバイジャンによる攻撃を受けて、アルツァフ共和国政府は翌日、地域の再統合についてアゼルバイジャン政府との協議を開始した。同年9月28日、サンベル・シャフラマニャン大統領は「2024年1月1日をもって、アルツァフ共和国のすべての国家機関を解散する」とした「大統領令」に署名し、国民議会もアルツァフ共和国の消滅と共に解散する事が確定したものとみられていたが、10月20日にシャフラマニャンは大統領令によるアルツァフ共和国の解散を否定する声明を発表し、12月22日に改めて解散を否定した。
なお、この声明発表に先立つ10月4日までに10万632人のアルツァフ国民とともにシャフラマニャン自身もアルメニアへ脱出し、アルツァフ共和国の政府機能はステパナケルトからエレバンにあるアルツァフ駐在官事務所（事実上の大使館）へ移転したと報じられた。移転後も議員は引き続き職務にあたるが、議員報酬は支払われない。
2024年3月初旬、アゼルバイジャン当局はアルツァフ共和国国会議事堂の建物を破壊した。